# Premio UEFA a la Mejor Jugadora en Europa

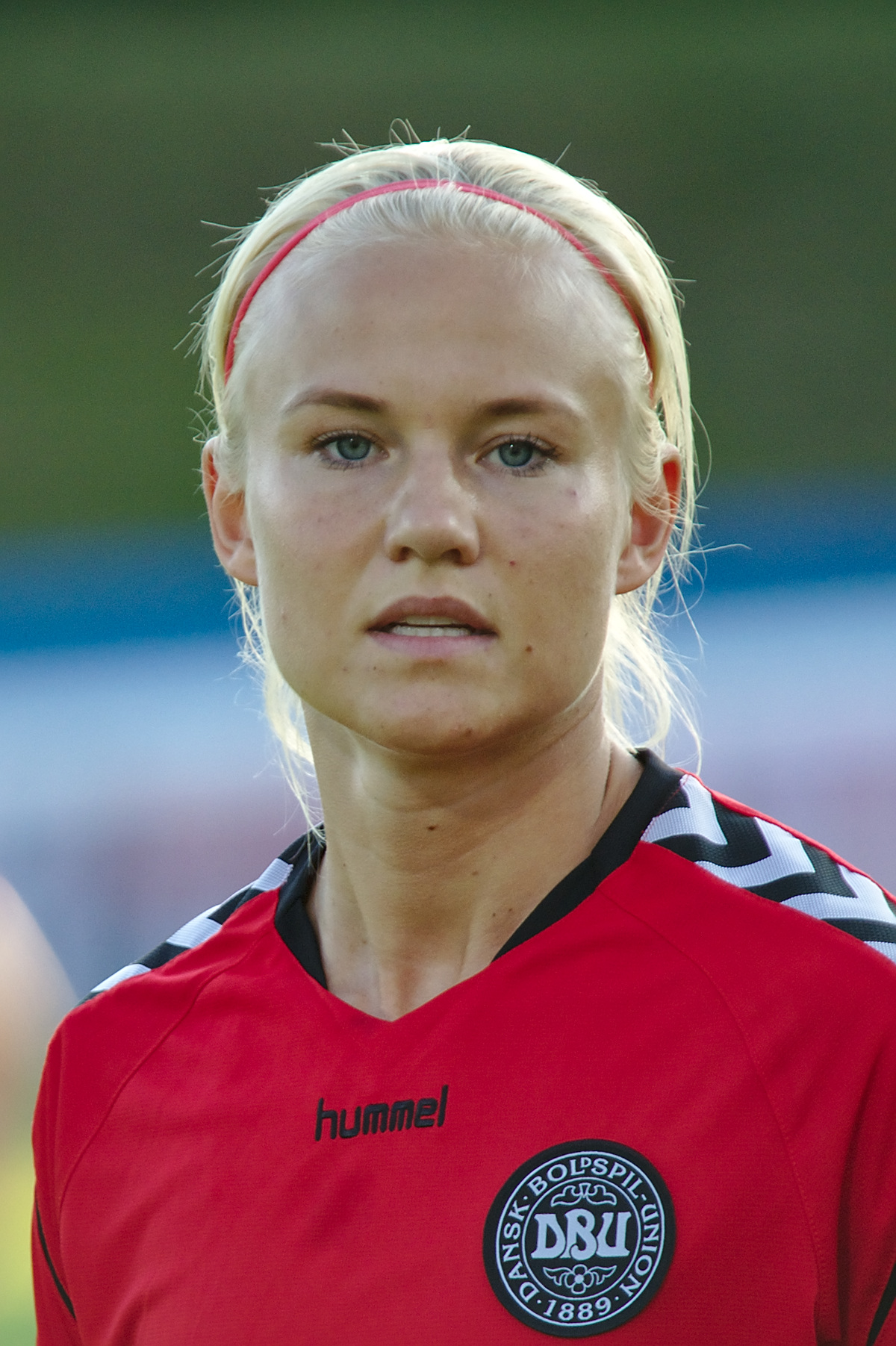
Pernille Harder, galardonada en dos ocasiones.

El Premio UEFA a la Mejor Jugadora en Europa, fue un galardón de carácter anual, entregado por la Unión de Asociaciones de Fútbol Europeas (UEFA), a la mejor futbolista de la temporada anterior en Europa. El jurado que otorgaba el premio era formado por dieciocho periodistas especializados, seleccionados por European Sports Media.
El premio fue presentado el 9 de julio de 2013, durante la conferencia de prensa inaugural de la Eurocopa Femenina de 2013. A finales de 2023 todos los premios UEFA fueron descontinuados y absorbidos por la gala del Balón de Oro.

## Votación
Las jugadoras son juzgadas por sus actuaciones en la temporada anterior a la del premio, tanto nacionalmente como internacionalmente, a nivel de clubes y de selecciones. No se toma en cuenta la nacionalidad de las jugadoras, simplemente que haya jugado en un club europeo durante la temporada anterior. La lista de nominadas es elaborada por los entrenadores de los ocho clubes cuartofinalistas de la edición anterior de la Liga de Campeones Femenina de la UEFA, junto a los 12 seleccionadores y seleccionadoras de la fase final de la Eurocopa Femenina en 2013 y junto a ocho técnicos de las selecciones europeas de la Copa Mundial Femenina de Fútbol en 2015. El jurado para la segunda ronda de votación es elegido por la ESM y está compuesto por 18 periodistas (12 en la edición de 2014) implicados en el fútbol femenino y decide a las tres finalistas. Ese mismo jurado emite los votos para decidir a la ganadora en directo durante algún sorteo de la UEFA. En 2013 fue durante el sorteo de dieciseisavos y octavos de final de la Liga de Campeones Femenina de la UEFA 2013-14, en 2014 durante el sorteo de la fase de grupos de la Liga de Campeones de la UEFA 2014-15, y en 2015 fue durante el sorteo de la fase de grupos de la Liga de Campeones de la UEFA 2015-16.

## Historial
| Año              | Posición           | Jugadora           | Club | Votos  | Ref. |
| ---------------- | ------------------ | ------------------ | ---- | ------ | ---- |
| 2012-13 Detalles |                    |                    |      |        |      |
| 1.ª              | Nadine Angerer     | F. F. C. Frankfurt | 10   | [ 5 ]  |      |
| 2.ª              | Lena Goeßling      | VfL Wolfsburg      | 6    | [ 5 ]  |      |
| 3.ª              | Lotta Schelin      | Olympique de Lyon  | 2    | [ 5 ]  |      |
| 2013-14 Detalles |                    |                    |      |        |      |
| 1.ª              | Nadine Keßler      | VfL Wolfsburg      | 9    | [ 6 ]  |      |
| 2.ª              | Martina Müller     | VfL Wolfsburg      | 3    | [ 6 ]  |      |
| 3.ª              | Nilla Fischer      | VfL Wolfsburg      | 0    | [ 6 ]  |      |
| 2014-15 Detalles |                    |                    |      |        |      |
| 1.ª              | Célia Šašić        | F. F. C. Frankfurt | 11   | [ 7 ]  |      |
| 2.ª              | Amandine Henry     | Olympique de Lyon  | 4    | [ 7 ]  |      |
| 3.ª              | Dzsenifer Marozsán | F. F. C. Frankfurt | 3    | [ 7 ]  |      |
| 2015-16 Detalles |                    |                    |      |        |      |
| 1.ª              | Ada Hegerberg      | Olympique de Lyon  | 13   | [ 8 ]  |      |
| 2.ª              | Amandine Henry     | Olympique de Lyon  | 4    | [ 8 ]  |      |
| 3.ª              | Dzsenifer Marozsán | F. F. C. Frankfurt | 3    | [ 8 ]  |      |
| 2016-17 Detalles |                    |                    |      |        |      |
| 1.ª              | Lieke Martens      | F. C. Rosengård    | 95   | [ 9 ]  |      |
| 2.ª              | Pernille Harder    | VfL Wolfsburg      | 81   | [ 9 ]  |      |
| 3.ª              | Dzsenifer Marozsán | Olympique de Lyon  | 47   | [ 9 ]  |      |
| 2017-18 Detalles |                    |                    |      |        |      |
| 1.ª              | Pernille Harder    | VfL Wolfsburg      | 106  | [ 10 ] |      |
| 2.ª              | Ada Hegerberg      | Olympique Lyonnais | 61   | [ 10 ] |      |
| 3.ª              | Amandine Henry     | Olympique Lyonnais | 41   | [ 10 ] |      |
| 2018-19 Detalles |                    |                    |      |        |      |
| 1.ª              | Lucy Bronze        | Olympique Lyonnais | 88   | [ 11 ] |      |
| 2.ª              | Ada Hegerberg      | Olympique Lyonnais | 56   | [ 11 ] |      |
| 3.ª              | Amandine Henry     | Olympique Lyonnais | 44   | [ 11 ] |      |
| 2019-20 Detalles |                    |                    |      |        |      |
| 1.ª              | Pernille Harder    | VfL Wolfsburg      | 92   | [ 12 ] |      |
| 2.ª              | Wendie Renard      | Olympique Lyonnais | 81   | [ 12 ] |      |
| 3.ª              | Lucy Bronze        | Olympique Lyonnais | 28   | [ 12 ] |      |
| 2020-21 Detalles |                    |                    |      |        |      |
| 1.ª              | Alexia Putellas    | F. C. Barcelona    | 50   | [ 13 ] |      |
| 2.ª              | Jennifer Hermoso   | F. C. Barcelona    | 42   | [ 13 ] |      |
| 3.ª              | Lieke Martens      | F. C. Barcelona    | 40   | [ 13 ] |      |
| 2021-22 Detalles |                    |                    |      |        |      |
| 1.ª              | Alexia Putellas    | F. C. Barcelona    | 97   | [ 14 ] |      |
| 2.ª              | Beth Mead          | Arsenal W. F. C.   | 84   | [ 14 ] |      |
| 3.ª              | Lena Oberdorf      | VfL Wolfsburg      | 47   | [ 14 ] |      |
| 2022-23 Detalles |                    |                    |      |        |      |
| 1.ª              | Aitana Bonmatí     | F. C. Barcelona    | 308  | [ 15 ] |      |
| 2.ª              | Sam Kerr           | Chelsea F. C.      | 88   | [ 15 ] |      |
| 3.ª              | Olga Carmona       | Real Madrid C. F.  | 72   | [ 15 ] |      |

## Palmarés
| Posición | Futbolista         | Primera | Segunda | Tercera | Podios |
| -------- | ------------------ | ------- | ------- | ------- | ------ |
| 1.ª      | Pernille Harder    | 2       | 1       | —       | 3      |
| 2.ª      | Alexia Putellas    | 2       | —       | —       | 2      |
| 3.ª      | Ada Hegerberg      | 1       | 2       | —       | 3      |
| 4.ª      | Lucy Bronze        | 1       | —       | 1       | 2      |
| 4.ª      | Lieke Martens      | 1       | —       | 1       | 2      |
| 6.ª      | Nadine Angerer     | 1       | —       | —       | 1      |
| 6.ª      | Nadine Keßler      | 1       | —       | —       | 1      |
| 6.ª      | Célia Šašić        | 1       | —       | —       | 1      |
| 6.ª      | Aitana Bonmatí     | 1       | —       | —       | 1      |
| 10.ª     | Amandine Henry     | —       | 2       | 2       | 4      |
| 11.ª     | Lena Goeßling      | —       | 1       | 1       | 2      |
| 12.ª     | Martina Müller     | —       | 1       | —       | 1      |
| 12.ª     | Wendie Renard      | —       | 1       | —       | 1      |
| 12.ª     | Jennifer Hermoso   | —       | 1       | —       | 1      |
| 12.ª     | Sam Kerr           | —       | 1       | —       | 1      |
| 16.ª     | Dzsenifer Marozsán | —       | —       | 3       | 3      |
| 17.ª     | Lotta Schelin      | —       | —       | 1       | 1      |
| 17.ª     | Nilla Fischer      | —       | —       | 1       | 1      |
| 17.ª     | Beth Mead          | —       | —       | 1       | 1      |
| 17.ª     | Olga Carmona       | —       | —       | 1       | 1      |

| Posición | Club                | Primera | Segunda | Tercera | Podios |
| -------- | ------------------- | ------- | ------- | ------- | ------ |
| 1.ª      | VfL Wolfsburgo      | 3       | 3       | 2       | 8      |
| 2.ª      | F. C. Barcelona     | 3       | 1       | 1       | 5      |
| 3.ª      | Olympique Lyonnais  | 2       | 5       | 5       | 12     |
| 4.ª      | Eintracht Frankfurt | 2       | —       | 2       | 4      |
| 5.ª      | F. C. Rosengård     | 1       | —       | —       | 1      |
| 6.ª      | Chelsea F. C.       | —       | 1       | —       | 1      |
| 7.ª      | Real Madrid C. F.   | —       | —       | 1       | 1      |

| Posición | País         | Primera | Segunda | Tercera | Podios |
| -------- | ------------ | ------- | ------- | ------- | ------ |
| 1.ª      | Alemania     | 3       | 2       | 4       | 9      |
| 2.ª      | España       | 3       | 1       | 1       | 5      |
| 3.ª      | Dinamarca    | 2       | 1       | —       | 3      |
| 4.ª      | Noruega      | 1       | 2       | —       | 3      |
| 5.ª      | Inglaterra   | 1       | 1       | 1       | 3      |
| 6.ª      | Países Bajos | 1       | —       | 1       | 2      |
| 7.ª      | Francia      | —       | 3       | 2       | 5      |
| 8.ª      | Australia    | —       | 1       | —       | 1      |
| 9.ª      | Suecia       | —       | —       | 2       | 2      |